# San José del Tunal
San José del Tunal är en ort i Mexiko, tillhörande kommunen Atlacomulco i den nordvästra delen av delstaten Mexiko, i den centrala delen av landet. Orten hade 1 567 invånare vid folkräkningen 2010.